# Standard Dynamic Range
Standard Dynamic Range (SDR) beschreibt den Dynamikumfang von Bildern bzw. Videos mittels konventioneller Gammakurve. Diese lehnt sich an die Einschränkungen der ersten Kathodenstrahlröhren mit einer maximalen Helligkeit von 100 cd/m² an.

## Technik
Der Dynamikumfang, der vom menschlichen Auge in einem Bild erfasst werden kann, beträgt rund 14 Blenden. SDR Bilder mit konventioneller Gammakurve und einer Farbtiefe von 8 Bit besitzt einen Dynamikumfang von etwa 6 Blendenstufen. Diese sind in BT.601 und BT.709 enthalten. 
Professionelle SDR Anwendungen arbeiten mit einer 10 Bit Auflösung und erreichen circa 10 Blendenstufen. Ein Beispiel dafür ist das SLog2 Verfahren.
Ursprünglich dienten lineare Gammakurven zur Reduzierung des Bildrauschens bei niedrigen Lichtverhältnissen. Mit der Einführung von High Dynamic Range Video werden sie nicht mehr benötigt.
Ein Beispiel einer konventionellen Gammakurve in BT.601 lautet:
{\displaystyle E={\begin{cases}4.500L&L<0.018\\1.099L^{0.45}-0.099&L\geq 0.018\end{cases}}}